# 大沃洛科瓦亞灣
大沃洛科瓦亞灣是俄羅斯的海灣，位於科拉半島西北岸的巴倫支海，由摩爾曼斯克州負責管轄，該海灣最大水深58米，平均水深2米，
69°40′30″N 31°44′33″E / 69.67500°N 31.74250°E